# Rajgarh (ciutat)
Rajgarh és una ciutat i nagar panchayat a Madhya Pradesh, capital del districte de Rajgarh. Està situada a 22° 41′ N, 74° 57′ E / 22.68°N,74.95°E a la riba del riu Newaj afluent del Parbati. Segons el cens del 2001 tenia 23.927 habitants. El 1901 tenia 5.399 habitants. La ciutat fou fundada vers 1660 pel Rawat Mohan Singh que hi va establir la capital de l'estat dels rajputs del clan Umat, abans situada a Ratanpur. L'antiga residència dels rages és l'edifici més notable de la població.